# X Gon’ Give It to Ya
X Gon’ Give It to Ya – wydany 10 grudnia 2002 singel amerykańskiego rapera DMX-a. Promuje on dwa albumy: Grand Champ i Cradle 2 the Grave OST. Na Grand Champ jest to dodatkowy utwór. W UK wydany 21 kwietnia 2003 roku.
Podkład "X Gon’ Give It to Ya" został skomponowany przez Shateka. Do utworu powstał klip. Można na nim zobaczyć m.in. fragmenty filmu "Cradle 2 the Grave", a także DMX-a kroczącego na czele Ruff Ryders. Na klipie DMX rapuje głównie w swoim samochodzie, w tym w jego silniku.

## Lista utworów
1. "X Gon’ Give It to Ya" (Radio)
2. "X Gon’ Give It to Ya" (Instrumental)
3. "X Gon’ Give It to Ya" (Dirty)
4. "X Gon’ Give It to Ya" (Acapella)